# ايمانويل سيلفا
ايمانويل سيلفا (بالبرتغالية: Emanuel Silva‏) هو كاياكير برتغالي، ولد في 4 ديسمبر 1985 في براغا في البرتغال.

## وصلات خارجية
- ايمانويل سيلفا على موقع الاتحاد الدولي للكانو (الإنجليزية)
- ايمانويل سيلفا على موقع أوليمبيديا (الإنجليزية)